# Ewald Balser
Ewald Balser, né le 5 octobre 1898 à Elberfeld (Empire allemand) et mort le 17 avril 1978 à Vienne (Autriche) était un acteur allemand renommé dans les pays germanophones.

## Biographie
Ewald Balser était le dernier des onze enfants du maçon Wilhelm Mauser et de son épouse Mathilde, née Lohe. Il fit son apprentissage chez un orfèvre. Il combattit lors de la Grande guerre en 1916, jusqu'à ce qu'il fût blessé en 1917. Il reprit ensuite son métier, mais commença à prendre des cours de théâtre. Il débuta en 1919 au théâtre d'Elberfeld dans le rôle de Odoardo de la pièce de Lessing, Emilia Galotti. Il se fait ensuite engager pour des saisons à Bâle et Düsseldorf et joue en tant qu'invité à Cologne, Darmstadt et Heidelberg. Il joue au théâtre Kammerspiele de Munich de 1921 à 1928, puis au Burgtheater de Vienne. Il est alors un comédien reconnu et interprète les premiers rôles. Il joue aussi au festival de Salzbourg. Il déménage en 1933 à Berlin et appartient à la troupe du théâtre de la Scène du Peuple (Volksbühne) et à partir de 1935 à celle du Deutsches Theater.
Ewald Balser tourne dans son premier film en 1935, Jana, das Mädchen aus dem Böhmerwald (Jana, jeune fille de la forêt de Bohême). Il joue plutôt dans des films dramatiques, où il interprète des rôles de médecin, de prêtre, d'évêque, d'artiste célèbre, ainsi que d'autres emplois « convenables ». Il remporte un certain succès en jouant Rembrandt dans le film homonyme de Hans Steinhoff en 1942, ainsi que Ferdinand Sauerbruch dans Sauerbruch – Das war mein Leben (1954), Beethoven dans La Symphonie héroïque et en 1958 dans Chanson d'amour (Das Dreimäderlhaus). Il a joué aussi avec de grandes actrices de l'époque, comme Olga Tschechowa dans Befreite Hände (Mains libres) réalisé par Hans Schweikart en 1939 ou Die unheimlichen Wünsche de Heinz Hilpert d'après La Peau de chagrin de Balzac.
Il joue au Burgtheater après la Seconde Guerre mondiale et se concentre à partir des années 1960 sur la scène dramatique.
Il était l'époux en premières noces de Vera Eberle, puis à partir de 1950 d'Ernestine Bauer (qui lui donna une fille Evelyn). Il mourut d'un cancer et est enterré au cimetière de Neufstift am Walde, appartenant à la commune de Döbling, dans le XIXe arrondissement de Vienne.

## Filmographie
- 1948 : Le Procès (Der Prozeß) de Georg Wilhelm Pabst
- 1958 : Les Diables verts de Monte Cassino (Die Grünen Teufel von Monte Cassino) de Harald Reinl